# 1-Hexacosanol
1-Hexacosanol ist eine kettenförmige chemische Verbindung aus der Gruppe der Wachsalkohole.

## Vorkommen
1-Hexacosanol kommt natürlich in Chinawachs, Carnaubawachs, Bienenwachs, Montanwachs und anderen Wachsen vor.

## Gewinnung und Darstellung
1-Hexacosanol kann durch Saponifikation von Chinawachs gewonnen werden.

## Eigenschaften
1-Hexacosanol ist ein weißer Feststoff, der unlöslich in Wasser ist.